# Sympycnus hamatus
Sympycnus hamatus är en tvåvingeart som beskrevs av Becker 1922. Sympycnus hamatus ingår i släktet Sympycnus och familjen styltflugor. Inga underarter finns listade i Catalogue of Life.